# Carina Ari
Carina Ari, ursprungligen Maria Karina Viktoria Jansson, född 14 april 1897 i Stockholm, död 24 december 1970 i Buenos Aires, Argentina, var en svensk dansös, koreograf, danspedagog, skulptör samt donator. Hon var först gift med dirigenten Désiré-Émile Inghelbrecht och senare med Jan Moltzer.

## Biografi

### Barn- och ungdomsåren
Carina Ari föddes 1897 i Stockholm. Hon var dotter till en sjuklig mor och en far vars identitet är osäker. Hon anmäldes tidigt av modern till balettelevskolan på Kungliga teatern eftersom yrkesutbildningen där var gratis. Dessutom kunde det innebära inkomster till familjen då även barneleverna kunde agera statister på kvällsföreställningar.
Under sin utbildning gick hon bland annat i klasser hos den ryska dansaren och koreografen Michel Fokine som Operan tog till Stockholm på ett gästspel 1913–1914. 1918 tog hon privatlektioner hos Fokine som då öppnat en skola i Köpenhamn. 1919 uppträdde hon återkommande med så kallade Fantasidanser på Fenixpalatset i Stockholm i en varietéliknande föreställning där även Karl Gerhard ingick. 1920 gjorde Ari koreografin och dansade i Mauritz Stillers stumfilm Erotikon. Samma år fick hon anställning på det nystartade avantgardistiska Svenska baletten i Paris där hon stannade i tre år, fram till 1923 då hon sade upp sig. Under dessa år var hon, tillsammans med Jean Börlin och Jenny Hasselquist kompaniets mest framträdande stjärna, och hon blev dess prima ballerina efter Hasselqvist 1921. På Svenska baletten träffade hon Désiré-Émile Inghelbrecht, kompaniets musikchef och förste kapellmästare, som hon gifte sig med 1925.

### Som koreograf
1923 fick Ari, tillsammans med Lisa Steier som också varit elev till Fokine, i uppdrag att göra koreografi till den årliga barndansuppvisningen vid Stockholms Stadion på Barnens Dag i september. Detta innebar en masskoreografi med över 2 000 dansande, mest barn, där merparten bara var vanliga skolbarn. Hon skapade en folkdanslik uppvisning vilken rönte stor uppskattning, varför Ari även fick uppdraget 1929 och 1930.
Hösten 1924 blev Inghelbrecht musikchef på Opéra Comique och Ari skapade för dem åtta så kallade Scènes dansées ("dansade scener"), som hon uppförde första gången 1925. Det var kortare dansstycken som hon koreograferat, och som hon framförde själv. Hon dansade till full orkester under ledning av Inghelbrecht, och flera av Paris unga modernistiska konstnärer skapade scenografier för henne, som Isaac Grünewald, och Maxime Dethomas, men hon gjorde även egen scenografi. De åtta dansstyckena, Rêve ("Dröm"), Sous-marine ("På havets botten"), Le Retour interrompu ("Utanför härbärget"), La danse pour les oiseaux ("Dansen för fåglarna"), La danse d'Abisag ("Abizags dans") och den lättsamma avslutningen Kajsa et Britta ("Kajsa och Britta"), gjorde succé inte bara i Paris – hon turnerade tillsammans med Inghelbrecht och gjorde gästspel i Europa under flera år, även i Stockholm.

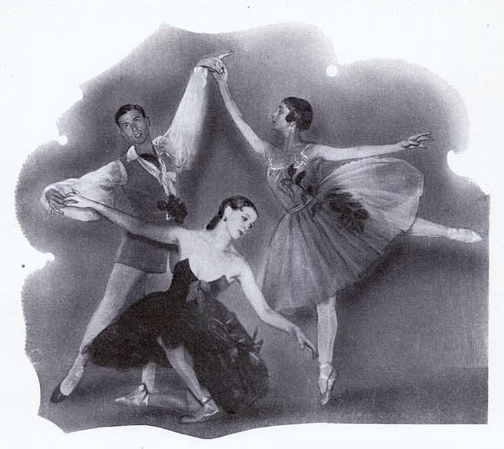
Carina Ari framför sin balett "Ode à la rose", tillsammans med Serge Peretti och Suzanne Lorcia, 1927 i Élyséepalatset i Paris, Frankrike.

1927 gjorde hon en uppmärksammad koreografi för en grupp dansare till en fest på Élyséepalatset där presidenten närvarade. Hon valde att utgå ifrån Ode à la Rose ("Ode till rosen"), en dikt av Pierre de Ronsard. Detta i sin tur ledde till att hon fick en beställning på en balett till Stora Operan i Paris. För detta skapade hon Rayon de lune ("Månstrålen"), med musik av Gabriel Fauré, som sattes upp 1928. Till baletten, som hon kallade för "ett koreografiskt poem", gjorde hon inte bara koreografi utan även scenografi. Hon utarbetade även en personlig rörelsenotation, det vill säga ett sorts tecknat partitur över hur dansarna ska röra sig. Musiken var av Gabriel Fauré, orkestrerad och dirigerad av hennes man Inghelbrecht. Baletten återuppsattes 1934 och vid båda tillfällena dansade Ari själv huvudrollen.
Kring 1930 blev hon engagerades som balettchef, med Inghelbrecht som operachef, på Operan i Alger. Inghelbrecht gjorde sig dock ovän med flera ur den konservativ fransk överklassen då han motsade sig alla former av rasism och återvände till Paris. Ari blev kvar under en något längre period då hon bland annat kontrakterade nya dansare från Den Kongelige Ballet i Köpenhamn, skapade sex egna baletter under första säsongen, och skapade ny koreografi till repertoarens alla operor. Därefter återvände hon till Paris där hon och hennes make 1932 fick fasta tjänster på Opéra Comique – han som musikchef och Ari som étoile, det vill säga stjärndansös, utöver att hon även var balettchef. Dock blev varken Ari eller Inghelbrecht kvar på sina tjänster vid Opéra Comique under någon längre tid.
1935 sattes Månstrålen upp på Operan i Stockholm och året därefter uruppfördes, på samma scen Aris balett Evas metamorfoser, ibland bara kallad Eva. Kring nyåret 1937/1938 gjorde Ari på Stockholms Opera en utökad version av sin Ode till rosen, tillsammans med Månstrålen och Evas metamorfoser under en "Carina Ari Afton".
1938 planerade balettchefen på Parisbaletten, Serge Lifar att göra en balett utifrån bibelns Höga Visan, Le Cantique des Cantiques. Det skulle vara en modernistisk balett, med en blandning av klassisk balett och fridans, varför han tillfrågade Ari att bli hans partner på scen. Trots att höjdpunkten för modernismen hade passerat i Paris så blev baletten mycket uppskattad och i efterhand har den omskrivits som Lifars märkligaste verk. I mars 1939, vid en ålder av 42 år framförde Ari sina Scènes dansées en sista gång på Opéra Comique, vilket blev hennes sista framträdande i karriären.

### Flytten till Argentina
Ari och den nästan 20 år äldre Inghelbrecht verkar ha haft ett ganska öppet förhållande och Ari hade under stora delar av deras liv tillsammans haft för honom välkända "affärer" med andra män. Men nu, vid en ålder av närmare 60 år blev Inghelbrecht förälskad i en av Aris väninnor, och de inledde en relation. Vid den här tiden reste Ari till den lilla lyxkurorten Aix les Bains där hon träffade den förmögna holländaren Jan Moltzer, arvinge till alkoholföretaget Bols och de inledde en relation. Innan kriget bröt ut tog Moltzer med sig kompetent personal från verksamheten och flyttade, tillsammans med Ari till Buenos Aires där han under hela kriget kunde fortsätta sin affärsverksamhet. Det var också här som Ari och Moltzer gifte sig 1942. Jan Moltzer avled 1951, 68 år gammal, av en hjärtinfarkt. En stor del av hans förmögenhet tillföll Ari, mest i form av aktier i Bolsföretagen. Tre av Moltzers barn i hans tidigare äktenskap hade dött under kriget, medan den sista dottern förblev en nära vän med Ari livet ut.
Carina Ari ägde en stor villa med stor trädgård i San Isidro väster om Buenos Aires. Berömda är hennes Asados: Gästerna satt till bords ute i trädgården. En Gaucho stekte en hel oxe över eld och skar ut stora stycken av oxfile, lomo, som lades på tallrikarna. Samtidigt spelade på gitarr och sjöng en student timslånga berättande ballader med dramatiskt innehåll. Carina Ari var en av förgrundspersonerna i den svenska kolonin vid sidan av Stig Lagercrantz och Otto Kottmeier, Sveriges generalkonsul.
Carina Ari besökte gärna Teatro Colón känt för sin goda akustik och sin goda tillgång även på manliga dansare. Dock ansåg hon att dansarna aldrig nådde upp till hennes egen höga kvalitetsnivå.
Carina Ari de Moltzer stannade i Buenos Aires men reste ofta till Europa. Bland annat behöll hon sin ateljévåning i Paris. Hon brukade ha för vana att fira kräftsäsongen i Stockholm och tillbringade ibland också en del av sommaren i Sverige.

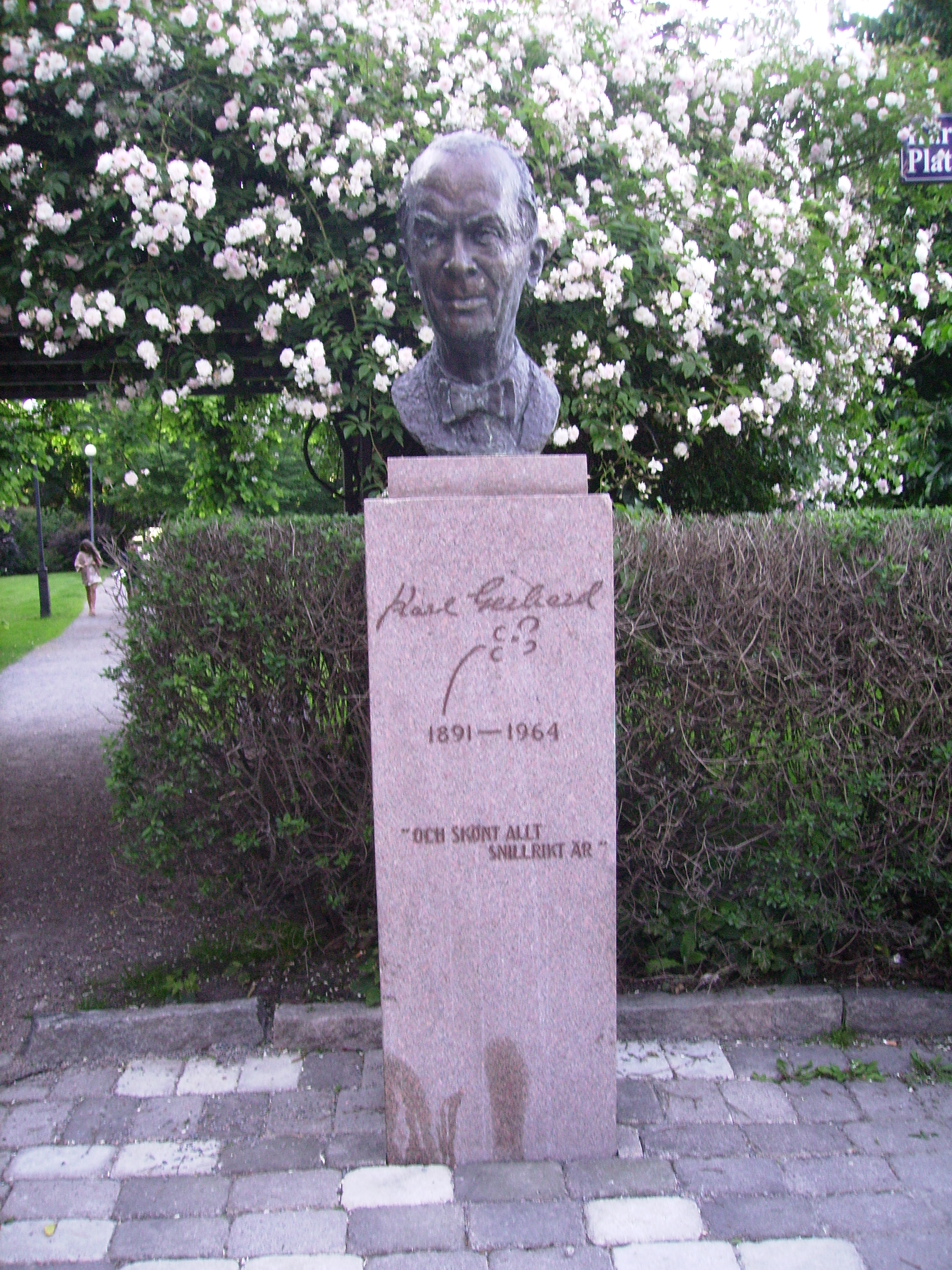
Skulptur av Carina Ari föreställande Karl Gerhard, avtäckt 1968 i Göteborg.

### Som skulptör
Under senare delen av livet var Ari verksam som skulptör, och hon utbildade sig bland annat i New York. Hennes produktion består främst av porträttbyster av vänner och bekanta, exempelvis en skulptur av Dag Hammarskjöld som finns uppställd vid One Dag Hammarskjöld Plaza i New York och även på Dag Hammarskjöld och Juridiska biblioteket i Uppsala. I Göteborg finns en skulptur av henne föreställande Karl Gerhard och på Stockholmsoperan ett skulpterat porträtt av Birgit Nilsson. Ari finns även representerad som skulptör vid Nationalmuseum i Stockholm.
I början av 1920-talet satt hon även modell för skulptören Ernesto de Fiori som gjorde ett antal porträttbyster av henne.

### Som donator
Carina Ari fick aldrig några barn och hade inga kända släktingar i livet, utöver sin styvdotter. Mot slutet av sitt liv inrättade hon en stipendiestiftelse, Carina Ari Stiftelserna, som sedan 1973 delat ut över 2 000 stipendier för "främjande av ungdoms undervisning och utbildning till danskonstnärer", närmare 400 stipendier till forskningsändamål och ytterligare stipendier till "äldre förtjänta danskonstnärer inte minst vid iråkad sjukdom". Hon donerade även pengar till uppförandet av Carina Ari Biblioteket vilket idag är norra Europas största forskningsbibliotek för dans. Biblioteket instiftades 1969 och ligger idag på Holländargatan 23 i Stockholm. Det instiftades även en förtjänstmedalj i hennes namn, som ges till personer som "hedrat svensk danskonst". Den så kallade Carina Ari-medaljen har sparsamt delats ut sedan 1961.
Hösten 1970 drabbades hon av ett lårbensbrott i Buenos Aires. På grund av sin åldersdiabetes var kroppens motståndskraft nedsatt och såret läkte inte. Hon dog på julaftonen 1970 och är begravd tillsammans med sin make Moltzer på Westveld kyrkogård utanför Haarlem i Nederländerna.

## Koreografi i urval
- Dans i stumfilmen Erotikon, 1920
- Scènes dansées, uruppförd 1925 på Opéra Comique, Paris
- Ode à la Rose, uruppförd 1927 i Paris. Uruppförd i förlängd version på Operan i Stockholm 1937
- Månstrålen, uruppförd 1928 på Parisoperan
- Evas metamorfoser, uruppförd 1935 på Operan i Stockholm

## Filmografi
- 1920 – Erotikon
- 1922 – Tagning Svenska Baletten 1920-tal (1921–1923)